# Удача или миф
Удача или МИФ (англ. Hit or Myth) — юмористический фэнтезийный роман Роберта Асприна 1983 года (ISBN 0783895453) из цикла «МИФы». Иной перевод: «Иначе это миф».

## Аннотация
Неприятности валятся на голову Скива одна за другой. Сначала Аазу приходится вернуться в свое измерение, потом король исчезает, оставив Скива во главе страны, а тут еще появляется королевская невеста вкупе с преступным Синдикатом, который Скив надул в истории с Большим Джули…